# Tuxedo Mask
Mamoru Chiba (地場 衛 Chiba Mamoru), literalmente “Protetor local”. Nas dublagens ele assumiu outros nomes como Gonçalo em Portugal, e Darien nos países americanos. No anime Sailor Moon, Mamoru é o misterioso Tuxedo Mask (Mascarado em Portugal) e a reencarnação do príncipe Endymion. No decorrer da história ele conquista inúmeros corações, entre eles Beryl, a Sailor Mars, Rei Hino e Usagi (Bunny, na Europa ou Serena, nas dublagens americanas), a pessoa que realmente ama.
A história de Mamoru é triste, quando criança, ele estava a viajar com os pais e o carro acaba caindo em um desfiladeiro. Como resultado deste acidente, Mamoru perdeu os pais e também toda a sua memória. Não fica claro se após a morte de seus pais ele foi para alguma instituição ou ficou com parentes, na história somente afirma que após a morte dos pais vive sozinho em seu apartamento.
Sua primeira aparição na história de Sailor Moon é quando Usagi, temerosa que os pais vissem a nota baixa que havia tirado, jogou a prova fora e esta acabou caindo na cabeça de Mamoru, desde deste momento eles sempre se encontravam e como resultado destes encontros sempre saiam inúmeras faíscas. 
Mamoru também possui uma identidade como Senshi, Tuxedo Mask/Kamen, um guerreiro, vestido smoking e usando uma máscara, que sempre aparecia para motivar Sailor Moon. No anime ele sempre usa uma rosa para interceptar o inimigo e então abrir espaço para que Sailor Moon possa terminar com tudo.
Mamoru, na época do Milénio de Prata era Endymion, o príncipe do planeta Terra que amava a Princesa da Lua, Serenity. No séc.30, Mamoru será, Neo King Endymion, o Rei da cidade Crystal Tokyo ao lado da Neo Queen Serenity, da qual tem uma filha: Small Lady.
Na versão animada da série, Mamoru é estudante universitário do Instituto Azabu de Tecnologia, sendo colega de classe de Motoki Furuhata (Andrew, o funcionário do fliperama freqüentado por Usagi e Minako). Os dois são bons amigos, e no início da série sempre eram vistos juntos. 
O sonho de Mamoru, assim como da personagem Ami Mizuno é tornar-se médico e saga Stars, tanto do anime quanto do mangá, decide ir estudar temporariamente nos Estados Unidos, porém seus planos são frustrados pela chegada de Sailor Galáxia

## Alter-egos
Igual a Usagi Tsukino, Mamoru possui outras identidades, com aspectos e nomes distintos, a cada momento da História. Na história, ele transforma-se em Tuxedo Mask/Kamen (ou Mascarado, em Portugal), Príncipe Endymion, Cavaleiro da Lua (personagem presente somente no anime) e Neo King Endymion . 

### Tuxedo Mask
As suas transformações eram originalmente espontâneas (aparentemente provocadas pelas da Sailor Moon) e ele nem tinha plena consciência de ser o Tuxedo Mask até apanhar um dos Cristais Arco-Íris. Mas tarde no manga e no anime ele ganhou transformações, sem dizer nenhuma frase, que ele conseguia controlar. 
Esta é a identidade de Senshi de Mamoru, sendo equivalente à Sailor Senshi da terra. Na versão mangá da história ele possui desde o início o Cristal Dourado e seu poder é equivalente ao de Sailor Moon, porém ele desconhece totalmente esta força, que é descoberta no final da fase Super S do anime. No mangá e em Sailor Moon Crystal, Tuxedo Mask ataca com "Tuxedo La Smoking Bomber" (タキシード・ラ・スモーキング・ボンバー, Takishīdo ra sumōkingu bonbā), em que dispara uma rajada de energia luminosa contra o inimigo de sua mão.

### Cavaleiro da Lua
Este personagem aparece somente no anime, ele foi uma forma de abonar um buraco deixado pela primeira temporada, onde Mamoru, junto com todos, perde a memória de sua luta contra a Megaforça. Este alter-ego de Mamoru, seria sua vontade de proteger seu eterno amor Usagi, que se tornou externa ao seu corpo.
O Cavaleiro da lua, ou Moonlight Knight (na versão americana), igual ao Tuxedo Mask, sempre aparecia com uma rosa, porém esta é branca, quando Sailor Moon estava em perigo e a ajudava. Ele vestia-se com vestimentas que lembram trajes árabes. 
O Cavaleiro da Lua desaparece quando entra no corpo de Mamoru, quando este recupera as memórias e o amor por Usagi (final da primeira parte da fase R, All e Ann).

### Príncipe Endymion
O Príncipe Endymion, foi a primeira identidade de Mamoru. Ele era o príncipe do reino Dourado, o reino da Terra nos tempos em que brilhava o Milênio de Prata. Nesta época o Milênio de Prata, localizado na Lua, tinha como obrigação proteger a Terra de ataques externos, enquanto o reino Dourado deveria proteger a Terra em seu interior.
Um dia enquanto passeava pelo seu reino o Príncipe Endymion, conheceu a Princesa Serenity, Princesa da Lua, e se apaixonaram. Porém, naquela época o contato entre pessoas da Lua e pessoas da Terra era proibido. Apesar disso, eles se encontravam as escondidas todas as vezes que Serenity vinha a Terra.
Na Terra havia uma jovem muito bela de longos cabelos ruivos, Beryl, ela era loucamente apaixonada pelo Príncipe Endymion, e ao descobrir a relação entre este e a Princesa da Lua, enciumada, encheu-se de ódio. Ao mesmo tempo, chegou a terra uma criatura maléfica, a Megaforça, ou Rainha Metalia, que ao encontrar o coração rancoroso de Beryl, se apodera dela.
Metalia consegue fazer lavagem cerebral em todos, inclusive nos Quatro Reis Celestiais (Shitennous), protetores de Endymion. Assim, a Rainha Beryl comandou o Exército da Terra para atacar a Lua, o lar da Princesa Serenity. Seu objetivo era se apoderar do Cristal de Prata, a pedra sagrada deste reino, e que fornecia a todos do Reino Lunar grande poder e longevidade.
Endymion não foi influenciado pela força maligna da Megaforça e lutou em vão até o último momento para libertar a seus súbditos terrestres da lavagem cerebral feita por Metalia, que havia os convencido de que as pessoas da Lua eram seus inimigos, porém ele não conseguiu, então foi à lua avisar da batalha próxima. 
A batalha foi tão intensa que acabou devastando tanto a Terra quanto a Lua. A Rainha Serenity, única sobrevivente do Milênio de Prata, utilizando suas últimas forças, enviou as almas de todos para o futuro da Terra, para que assim eles possuam uma nova oportunidade em um futuro tranqüilo.

### King Endymion
Mamoru, no século XX, é a reencarnação do Príncipe Endymion, e por isso é o herdeiro do trono do Reino Dourado e, consequentemente, guardião e futuro rei de todo o Planeta Terra. Da mesma forma, Usagi, pelo fato de ser a reencarnação de Serenity, a Princesa da Lua, é a herdeira do trono e futura rainha da Lua. 
Desta forma, King Endymion é a identidade assumida por Mamoru quando este casa-se com Usagi e juntos assumem o trono da Terra, ou de Tókio de Cristal, considerado o Novo Milênio de Prata, onde todos possuem longa vida e são felizes. Nesta identidade, no século XXX, Mamoru governa e protege o planeta ao lado de sua esposa Neo Queen Serenity e também são pais de Chibiusa, ou Rini nas versões americanas.